# 東急バス高津営業所

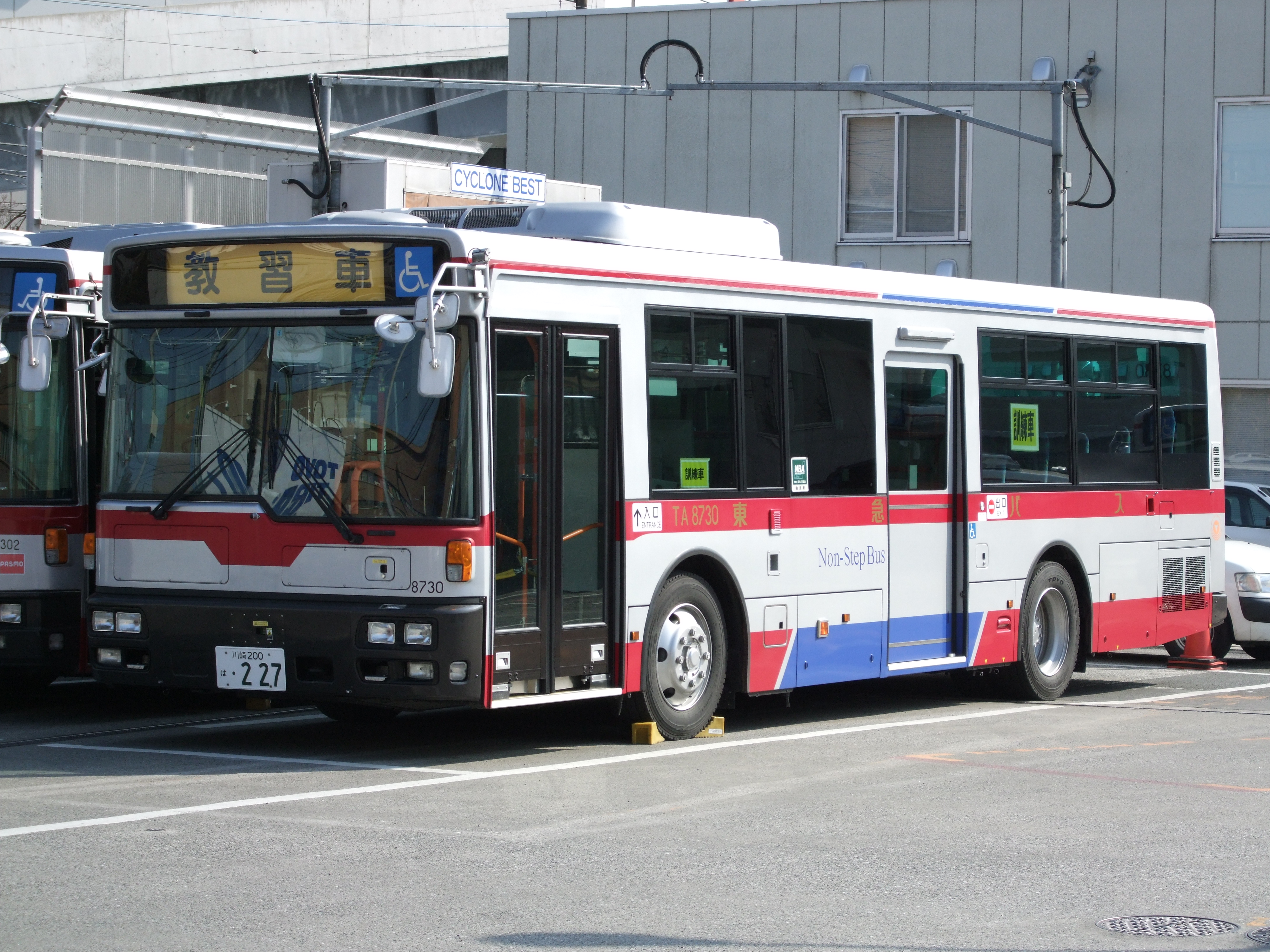
高津営業所に配置される教習専用車
（赤帯塗装時代)

東急バス高津営業所（とうきゅうバスたかつえいぎょうしょ）は、神奈川県川崎市高津区溝口に所在する東急バスの営業所。営業所の略号は「TA」（「T」は弦巻営業所が使用しているため）。最寄り停留所は「高津営業所」、東急田園都市線高津駅から徒歩8分。国道246号の下り車線に面しているが、中央分離帯があるため上り車線からは直接出入庫できない。

## 概要
川崎営業所、日吉営業所に次ぐ神奈川県内第3の営業所として、日吉営業所と同じ1962年（昭和37年）に開設された。神奈川県内の路線は川崎営業所が一手に引き受けていたが、高度経済成長期に都心部のベッドタウンとして人口が急増した県内の輸送を担うため、日吉・高津の両営業所を開設した。
後に延伸開業した東急田園都市線の沿線輸送をほぼ一手に引き受けていたが、青葉台・虹が丘両営業所の新設により、現在の営業エリアに落ち着いた。
川崎市高津区、幸区、中原区、宮前区、多摩区、および東京都世田谷区を中心とした路線を担当する。東急田園都市線の渋谷駅 - 二子玉川駅 - 鷺沼駅間や、JR南武線の川崎駅 - 武蔵小杉駅 - 武蔵溝ノ口駅 - 久地駅 - 小田急小田原線の向ヶ丘遊園駅間と広範囲にわたり運行しており、川崎市内の東急バスの主力路線のほか、東京都内にも路線を持つ。ただし営業所のある高津付近を走るものは少ない。このため、営業所と各駅を結ぶ出入庫系統が存在する。一方で、2010年7月1日以降、通常路線で川崎市への乗り入れ路線が消滅した青葉台営業所とは対照的に、現在の高津営業所は、神奈川県内の営業所で唯一横浜市に乗り入れる通常路線が存在しない営業所となっている（かつては乗り入れ路線が存在した）。
敷地内に教育センター（東急バス運輸事業部運輸営業部運行管理課教育センター）を併設し社員教育を行っている。そのため乗務員訓練用に安全運転訓練車、教習車を配置している。
2007年3月18日から2024年3月31日まで全ての路線を東急トランセに委託しており、神奈川県内の営業所で唯一の東急トランセ管理委託営業所となっていた。2024年4月1日に東急トランセが東急バスへ吸収合併されたことに伴い管理委託を終了し全路線が東急バス直営路線となっている。

## 沿革
| 2012年には高津営業所50周年を記念し、バス車両の入口付近に記念ステッカーが貼られていた。名義は東急トランセ。 |  | 2012年には高津営業所50周年を記念し、バス車両の入口付近に記念ステッカーが貼られていた。名義は東急トランセ。 |  | 2012年には高津営業所50周年を記念し、バス車両の入口付近に記念ステッカーが貼られていた。名義は東急トランセ。 |
| 2012年には高津営業所50周年を記念し、バス車両の入口付近に記念ステッカーが貼られていた。名義は東急トランセ。 |  | |  | |

- 1962年（昭和37年）
  - 4月1日：日吉営業所が開設[1]。川崎営業所から一部路線を移管される。
  - 10月20日：高津営業所が開設[1]。
- 1966年（昭和41年）4月1日：東急田園都市線溝の口 - 長津田間が延伸開業。
- 1998年（平成10年）：観光貸切業務を大橋営業所下馬観光支所（当時）より移管される。
- 2003年（平成15年）：観光貸切業務を東急トランセ瀬田営業所へ移管する。
- 2007年（平成19年）3月18日：全路線が東急トランセに委託完了。ほぼ全ての所管路線にPASMOを導入。
- 2024年（令和6年）4月1日：東急トランセが東急バスへ吸収合併されたことに伴い、全路線が東急バス直営となる。

## 現行路線

### 新道線

路線図

- 渋12：二子玉川駅→二子玉川→瀬田→深沢八丁目→駒沢大学駅前→三軒茶屋→大橋→渋谷駅（土曜日1本のみ）
- 渋12：渋谷駅→大橋→三軒茶屋→駒沢大学駅前→深沢八丁目→瀬田→二子玉川→高津営業所（土曜日1本のみ）
- 玉12：二子玉川駅 - 二子玉川 - 瀬田 - 深沢八丁目 - 駒沢大学駅前
- 玉12：駒沢大学駅前→深沢八丁目→瀬田→二子玉川→高津営業所
- 玉06：二子玉川駅→二子玉川→中耕地→吉沢→三角公園→砧本村→鎌田→吉沢→二子玉川緑地前→二子玉川駅
- 玉06：二子玉川駅→二子玉川→中耕地→吉沢→三角公園→砧本村→鎌田→吉沢→中耕地→二子玉川→二子玉川駅（平日朝ラッシュ時のみ）
- 玉06：高津営業所→二子玉川→中耕地→吉沢→三角公園→砧本村→鎌田→吉沢→二子玉川緑地前→二子玉川駅（出庫・平日早朝1本のみ）
- 出入庫：二子玉川駅 - 高津営業所

沿革
- 1969年（昭和44年）5月11日：東急玉川線・砧線廃止のため、旅客のための代替バスとして路線開設。
当初は大橋営業所の所管で、三軒茶屋・駒沢・瀬田のみ停車の急行便もあった。
- 1970年（昭和45年）9月15日：玉06系統の一部便を目黒営業所に移管。
- 1977年（昭和52年）4月16日：急行便を廃止。
- 1984年（昭和59年）3月16日：大橋営業所担当分のうち渋12系統全便・渋13系統（渋谷駅 - 二子玉川園駅（当時） - 砧本村）の大半の便を高津営業所へ移管。
- 1988年（昭和63年）2月16日：黒03系統廃止により、目黒営業所担当分を高津営業所へ移管。
- 1997年（平成9年）3月17日：渋13系統を廃止。
- 2005年（平成17年）1月16日：東急トランセ委託路線となる。
- 2022年（令和4年）4月1日：渋12系統を土曜夜間1往復のみ残して、玉12系統に変更。駒沢大学駅前における乗継割引を設定、一部区間運賃を変更し全線通し運賃を東京都区内均一運賃に設定。
- 2024年（令和6年）4月1日：東急トランセが東急バスへ吸収合併されたことに伴い東急トランセへの管理委託を終了。

渋12系統・玉06系統は東急玉川線及び砧線が廃止された際の代替路線であり、高津営業所を代表する路線である。

渋12系統は玉川線の代替路線であったが、新町一丁目 - 瀬田間が新道（国道246号）を通過しており、1977年に新玉川線（現在：田園都市線）が開通しても、旧道経由（東京都道427号瀬田貫井線）の渋01系統 - 渋04系統が廃止されたのに対して、桜新町駅や用賀駅を通らず重複しない区間を持つ当路線は継続となった。

玉06系統は砧線の代替路線である。下り（砧本村行き）と上り（二子玉川駅行き）では経路が大きく異なるため、循環線のような運用である。下り運用中に乗車し、上り運用中に降車することも可能。地図上の形としては8の字のルートで運転される。なお、かつては渋12系統・玉06系統の2系統を通して運転した渋13系統もあり、この新道線に含まれていた。砧本村バス停は駒澤大学玉川キャンパスがすぐ側にあり、通学客で混雑することもある。このため、平日夕方の下校時間帯に限り、砧本村→二子玉川駅間を直行するバスが運行されていた時期もあり、瀬田営業所担当便も設定されていた。

2022年3月31日までの渋12系統は日中毎時3本程度で、玉川通りの他路線と比べ本数は少なかった。ただし、東急田園都市線の駅から離れた瀬田、深沢地区を走行するほか、田園都市線では利用できない東京都シルバーパスが利用できること、この区間で並走する田園都市線は地下を通る上に朝・夕方を中心に非常に混雑することもあり、着席を求めて当系統および並走する各系統を利用する中距離の乗客も僅かながら存在してた。さらに、田園都市線の輸送障害時には渋11系統・渋82系統などとともに振替輸送を担うなど、重要性の高い系統であった。
2022年4月1日のダイヤ改正で、土曜夜間1往復を除いて二子玉川駅 - 駒沢大学駅前間の玉12系統に変更し、駒沢大学駅前で渋11系統・渋82系統・等13系統に乗り継ぐICカード乗り継ぎ割引が設定された。
玉06系統は鉄道代替路線という経緯から、始発は5時台と早く、終バスも23時台後半と遅い。また、23:30を過ぎても深夜料金は必要ない。
新道線専用に配備されたナローノンステップ車を中心に使用車両に関しては制約が無いが、原則として大型ノンステップ車は旧川崎営業所から引き継いだ川崎市内の路線に優先的に充当させており、新道線では充当頻度は少なかった。玉12系統ではワンロマ車が、玉06系統では中型車が充当される場合もある。2022年8月ごろから、夜の玉12系統では中型車が優先的に配車されている。
なお、渋12系統の高津営業所発着で「渋谷駅 - 新町一丁目」↔︎川崎市内間を通しで利用した場合、荏原営業所の五反田線と同様に「東京・川崎渡り運賃」が適用され270円（IC乗車券：263円）となる。ただし「新町一丁目 - 二子玉川（駅）」↔︎川崎市内を通しで利用する場合は、東京都区内均一運賃（220円）で利用でき、二子玉川（駅）から高津営業所の区間は、川崎市内均一運賃（210円）となっていた。そのため「渋谷駅↔︎高津営業所」間のバス利用時は、乗車及び降車バス停によっては乗務員に降車地を申告しなければならなかった。2022年4月1日ダイヤ改正で「東京・川崎渡り運賃」の適用がなくなり、全線通し運賃が東京都区内均一運賃に変更された。
渋12系統のうち、渋谷駅前発高津営業所行は本数があったものの、高津営業所発渋谷駅前行は6:04の1本しか無かった。営業所発着便は営業所発、営業所行とも二子玉川駅に乗り入れずに二子玉川から国道246号を直進して二子橋を渡る。玉06系統の高津営業所発は平日5:22の1本のみの運行である。二子玉川駅 - 高津営業所間の出入庫はほとんどが回送便であるが、平日は向02系統の新平瀬橋発着便で出入庫を行う運用もある。

### 子母口線
- 溝22：溝の口駅南口 - 久本 - 末長 - 新作 - 千年 - 子母口 - 蟹ヶ谷
- 溝の口駅南口→高津高校前→ゼネラル入口→久本→高津→高津営業所（土曜日一便のみ）
- 梶01：梶が谷駅→上野川→野川台→野川台公園前（虹が丘営業所と共管）

沿革
- 1959年：溝ノ口駅 - 子母口住宅　- 綱島駅（停留所名はいずれも当時）として開設。所管は川崎営業所。
- 1962年4月1日：所管営業所を新設された日吉営業所に移管。
- 1962年：溝ノ口駅 - 蟹ヶ谷住宅前 を開設（子母口 - 蟹ヶ谷住宅前間延伸）。
- 1971年4月16日：溝の口駅 - 綱島駅を溝の口駅 - 日吉駅に変更、溝の口駅 - 小杉駅を休止。
- 1975年7月13日：溝の口駅 - 日吉駅(東口)、蟹ヶ谷 - 日吉駅(東口)を休止。
- 1976年6月14日：溝の口駅 - 日吉駅(東口)、蟹ヶ谷 - 日吉駅(東口)を廃止。
- 2000年3月18日：蟹ヶ谷方向はゼネラル経由、溝の口方向は久本経由に経路を統一。
- 2003年9月16日：新作→溝の口駅南口の区間便を開設。
- 2004年9月16日：トランセ管理委託路線化
- 2017年1月29日：溝の口駅南口バスターミナル完成に伴い、往路・復路とも運行区間を溝の口駅南口 - 久本 - 蟹ヶ谷とする。
- 2023年10月1日：深夜バスの試行運行に伴い、虹が丘営業所所管の梶01の深夜バスを高津営業所にて運行開始。
- 2024年3月31日：前年10月から運行していた梶01の深夜バスの運行を終了。
- 2024年4月1日：東急トランセが東急バスへ吸収合併されたことに伴い東急トランセへの管理委託を終了。梶01のうち夜間に運行している区間便の一部を高津営業所へ移管。

溝の口駅と横浜市港北区界にある蟹ヶ谷を新作・千年（ちとせ）経由で結ぶ路線で、富士通ゼネラル本社工場の通勤輸送に支えられる。終点の蟹ヶ谷はバスターミナルとなっており、綱島駅へ向かう新城線と乗り換え可能なほか、川崎市バスが川崎駅や武蔵小杉駅などへ発着している。
もとは溝の口駅付近から末長までの経路が往路と復路で異なり、蟹ヶ谷方向は南武沿線道路を経由してゼネラル入口（川崎市営の第三京浜入口）で南武線の踏切を渡り、ゼネラル正門前を通り末長交番前交差点で復路と合流して末長に達したのに対し、溝の口方向は末長からそのまま直進して久本を通り、溝の口駅南口（ここで大半の乗客が下車）を経由してから踏切を渡り、溝の口駅北口で終点となっていた。溝の口駅南口からの久本・新作・千年方面のバスは川崎市バス溝21系統・溝23系統・溝25系統の運行によって補完されていた。
大型短尺車使用路線で本数・利用者共に多い。そのためか定員の多いワンステップバスが充当されがちであるが、近年、高津営業所所属のノンステップ車が増えたため、当該路線でも目にする機会が多くなった。ただし、かつては新作→溝の口駅南口区間便があり、基本的に中型車が使用されることが多かった。
なお、2000年3月17日までは蟹ヶ谷発ゼネラル経由溝の口駅行バスが、そのまま高津営業所へ入庫していた。新作→溝の口駅南口区間便は早朝ラッシュ時のみ運行していたが、現在では蟹ヶ谷→溝の口駅便に吸収されている。
溝の口駅南口広場供用開始に伴い、2017年1月29日より発着が往復とも溝の口駅（北口）8番乗り場から溝の口駅南口5番乗り場発着に変更となるため、経路も溝の口駅南口 - 久本 - 末長 - 蟹ヶ谷で統一され、往路の溝の口駅→ゼネラル入口→末長間は廃止となるとともに、往復とも南武線の踏切を渡る事がなくなった。また同日より、富士見台 - 末長間に末長三丁目バス停を新設（蟹ヶ谷方向のみ）。
溝の口駅南口始発の高津営業所行は、土曜日の夜に1便だけの運転である。2017年改編前の往路と同じ高津高校・ゼネラル入口を通り末長交番前交差点からは溝の口駅南口方向へ向かう経路となるが、久本の次は高津まで止まらない（溝の口駅南口には入らない）。2022年8月6日改正で溝の口駅南口始発になるまでは、高津高校前始発であった。
2023年10月1日より2024年3月31日まで、虹が丘営業所所管の梶01系統の深夜バスの試行運行を高津営業所にて実施。利用状況などを鑑み同系統の深夜バスについては廃止となったが、翌日4月1日以降の平日夜間の梶が谷駅→野川台公園前の区間便について高津営業所へ移管。高津営業所では子母口線の一系統として運行している。

### 小杉線

周辺を走る他のバス路線も含めた系統図(2022年3月27日以降)

- 溝02：小杉駅前 - 小杉御殿町 - 小杉御殿町二丁目 - 宮内 - 下野毛 - 高津駅 - 溝の口駅
- 溝02：小杉駅前 - 小杉御殿町 - 小杉御殿町二丁目 - 宮内 - 下野毛 - 高津駅（出入庫）
- 溝02：小杉駅前 - 小杉御殿町 - 小杉御殿町二丁目 - 宮内 - 下野毛 - 高津駅 - 新平瀬橋（ガーデンアクアス前）
- 溝03：溝の口駅→高津駅→下野毛→宮内→新丸子駅西口→小杉駅前
- 小杉駅前→中原駅前→中新城→新城駅前→溝の口駅
- 直行：小杉駅前 - 等々力グランド
- 直行：小杉駅東口→キヤノン玉川事業所
- 直行：キヤノン玉川事業所→小杉駅

小杉・溝の口両駅間を宮内経由で結ぶ路線。キヤノン玉川事業所・小杉事業所、富士通川崎工場、NECプラットフォームズ（旧日通工）高津事業所、サントリー研修センターなどへの通勤輸送、聖マリアンナ医科大学東横病院・日本医大武蔵小杉病院・帝京大学溝口病院などの病院輸送、J1川崎フロンターレの観客輸送と多彩な役割を担う。
主体は溝02系統で、2022年3月までは川崎線川31系統の区間便としても機能していた。一部区間を除くと日中はほぼ10分間隔で本数は多い。一部の便は出入庫の関係で高津駅前または新平瀬橋発着となる。
溝03系統は川崎営業所時代に川崎市交通局から移譲された。溝02系統と違うのは、小杉御殿町を通らずに新丸子駅を経由することである。本数は少なく、始発も遅い。新丸子駅付近で一方通行道路を通ることもあり、溝の口駅から小杉駅前方向のみの運行であり逆方向への運行はない。溝02系統との誤乗防止のため、系統番号表示を反転表示としている。また、平日1便のみ小杉駅前から新城駅前を経由して溝の口駅へ向かうバスもある。この便は系統番号無表示となっているが、経路は川崎市バス溝04系統と同一のルートであり、川崎市バスの「第三京浜入口」停留所が東急バスでは「ゼネラル入口」と名称が異なる程度である。
この他、小杉駅前から市営等々力グランド（グランド入口ではなく、その奥まで入り込む）までの臨時の直行便がある。等々力緑地内の等々力競技場でのJリーグサッカー・川崎フロンターレ戦や、とどろきアリーナでの川崎市主催の成人式が行われる際に川崎市バス上平間営業所と共同で運行する。
小杉折返所停留所は2011年7月1日より、小杉御殿町二丁目に改称された。
2012年11月1日より、溝02系統の小杉駅前 - 新平瀬橋便が新設された。平日のみの運行で、新平瀬橋発小杉駅前行きは朝方、小杉駅前発新平瀬橋行きは夜間に運行される。
2014年12月1日に、小杉駅東口 - キヤノン玉川事業所の直行便が新設された。平日朝にキヤノン玉川事業所行き、夕方に小杉駅東口行きが運行され、土曜日・休日は運休する。また、遅くとも2019年3月までに、夕方の小杉駅東口行きが小杉駅前行きへと変更され、車両の行先表示からも小杉駅東口行きのものが消された。
2024年4月1日、東急トランセが東急バスへ吸収合併されたことに伴い東急トランセへの管理委託を終了。

### 川崎線

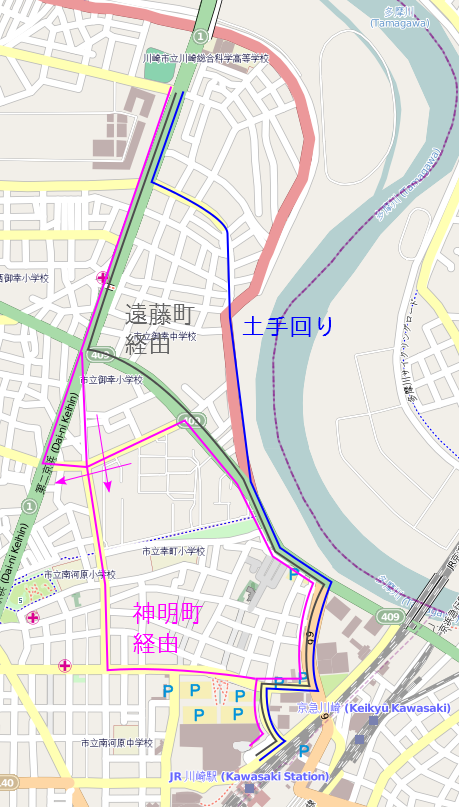
「土手回り」と「遠藤町経由」

- 川31：川崎駅ラゾーナ広場→東芝前→小杉駅前→高津駅前（夜間のみ）
- 川31：溝の口駅→高津駅前→東横線小杉駅→東芝前→川崎駅ラゾーナ広場（朝のみ）
- 川32：川崎駅ラゾーナ広場 - 東芝前 - 小杉駅東口
- 川32：川崎駅ラゾーナ広場 - 東芝前 - 小杉駅東口 - 東横線小杉駅 - 高津駅前
- 川32：川崎駅ラゾーナ広場 - 東芝前 - 下平間（土曜1便のみ）
- 川33：川崎駅ラゾーナ広場 - 東芝前 - 東横線小杉駅 - 市民ミュージアム（土曜日・休日のみ）
- 直行：川崎駅ラゾーナ広場 - 東芝前 - 東芝小向事業所
- 直行：横須賀線小杉駅 - 等々力グランド（イベント開催時運行）

川崎駅から主に府中街道を走り、下平間・小杉経由で高津に至る路線。幸区・中原区のJR南武線と多摩川で挟まれたエリアへの地域輸送、東芝インフラシステムズ本社事務所・小向事業所、東芝デバイスソリューション・東京応化工業本社への通勤輸送、聖マリアンナ医科大学東横病院・日本医大武蔵小杉病院などの病院輸送、川崎フロンターレの観客輸送と多彩な役割を持ち、短距離から長距離までの幅広いニーズに応える。

旧東京横浜電鉄がバス事業を再開するにあたって1933年に溝ノ口乗合自動車より譲り受けた路線を起源に持つ古い路線である。長年にわたり川崎営業所の所管路線であったが、同所廃止に伴い2010年10月1日に高津営業所に移管、東急トランセ管理委託路線となった。
川崎駅ラゾーナ広場 - 小杉駅東口間では一部時間帯を除き概ね10分 - 15分間隔で運行しており、この区間は川32系統が主力で、川31系統は川崎駅行きが朝に、高津駅行きが夜間にそれぞれ数本、川33系統は土曜日・休日に数本のみ運行される。車両は大型短尺車でノンステップバスを中心に使用されている。川31系統の高津駅前折返便と川34系統（廃止済み）は移管時の新設系統。
川32系統の小杉折返所発着便は2011年6月30日の小杉折返所（旧川崎営業所）廃止に伴って廃止された。ただし、平日の午前中に下平間行きがあり、この便のみ川32系統として残っていたが、2017年3月1日のダイヤ改正で休日夜の1本のみとなり路線図や時刻表上は川31系統と統合されている。

直行・東芝系統は通勤時間帯は頻発で運行されるが日中時間帯は1時間に1本 - 2本ほどである（稀に臨時ダイヤで運行の場合有）。東芝小向事業所行きは川崎駅ラゾーナ広場を出ると東芝前まで無停車であるのに対し、川崎駅ラゾーナ広場行きは途中、東芝前、小向交番前、ソリッドスクエア前に停車する。2012年10月15日より、川崎駅ラゾーナ広場行きは小向交番前（当時の停留所名は東芝科学館前）にも停車するようになった。川崎駅ラゾーナ広場 - 東芝前間は一般客の利用も可能で、東芝研究開発センター、東芝インフラシステムズ小向事業所への通勤輸送のほか近隣住民の利用もみられる。現在の運行形態となったのは1999年だが、東芝への輸送も歴史が長く、東芝通信部門の前身・東京電気が小向工場を発足させた直後の1940年の路線案内にはすでに川崎駅 - 無線前系統の記載がある。
東芝小向事業所直行便は、川崎駅方向のみソリッドスクエア前も停車する。運行開始当初は平日の朝・夕方のみ運行されていたが、しばらくして平日昼間にも1時間に1本・2本程度運行されるようになった。また工場の平日以外に操業が実施される際は臨時便も運行される。この路線は主に東芝社員のために運行が開始された路線のため、日曜日と平日が祝日にあたる日（ハッピーマンデー等）は運行されない。また基本的に平日は月曜日 - 金曜日としているため、平日に土曜日は含まれず、土曜日に運行される際は臨時便扱いとなる。この路線は21世紀に入ってから運行が開始され、それまでは川31系統・川32系統・川33系統のみであった。一般の乗客に加え、東芝小向事業所出勤者の利用で昼夜にわたり混雑が激しかったことを受けて直行便の運行が開始された。基本的には川31系統・川32系統・川33系統が優先となるため、川31系統・川32系統・川33系統が道路混雑状況等で遅延した際は途中国道1号線を介しての運行となる。川31系統・川32系統・川33系統が遅延した際のアシスト路線とも言える。その上、路線系統は「直行」と名されているが、川崎駅ラゾーナ広場と東芝小向事業所を直接行き来していない（東芝前と、川崎駅方向のみ小向交番前、ソリッドスクエア前にも停車するため）。

この路線のうち東芝系統を除いた川崎駅発着便には、「土手廻り」との呼称がある。これは、ソリッドスクエア（前） - 妙光寺（前）付近で多摩川の土手沿いを走ることを示すものだが、以前はこのほかにも「幸町廻り」、「新道廻り」と呼ばれる便があった。「幸町廻り」は、明治製菓前（現在：ソリッドスクエア前） - 下平間間で中幸町・御幸警察署前（現在：幸警察署前）・正教寺前・御幸小学校前・小向交番前（2007年3月31日より東芝科学館前）を経由するものであり、「新道廻り」は同区間で中幸町・御幸警察署前・正教寺前・御幸小学校前・小向西町を経由するものであった。同じく川崎駅を発着する荏原営業所の反01系統は、河原町団地前 - 東芝科学館前を別経路（遠藤町・御幸小学校前・戸手一丁目を経由）で運行するので「遠藤町経由」と呼称される。東芝系統も反01系統と同じ経路で運行している。

2007年4月1日より、乗り場が東口から「西口北」バスターミナルに変更された。2007年10月1日には川32：川崎駅西口北 - 東芝小向工場の系統が廃止された（上記の直行・東芝系統とは異なる）。また、毎年8月15日は多摩川をはさんで対岸の東京都大田区が主催する「大田区花火の祭典」の開催（予定）日で、開催時は川崎側でも観覧客が押し寄せるため、安全を考慮し東急バス側で運休を行う。なお、荒天（大雨、台風、川の増水）の際は中止になるため規制は行われない。運行規制がかかる区間は、川31系統 - 川33系統は全て川崎駅ラゾーナ広場 - 戸手アパート前（ - 左記のバス停より先は正規路線どおり運行）。途中まで同じ区間を運行する反01系統も上記同様に区間運休となるが、河原町団地前バス停（反01）から折り返して運行が可能で開催中に付近の路上で進路方向を変え、花火大会終了後に遠藤町・五反田駅方面へと折り返し運行を行う（この際、川31系統 - 川33系統は花火大会終了後も直ぐには運行再開ができない。これは終了後、観覧客が万が一道路にはみ出す等、運行に支障が出る程の事態を防ぐため、十分に観覧客が去り、人並みが落ち着いてから全線での運行が再開される）。
2009年度までは上記の処置がとられていたが、2010年度は迂回運行ルートを変更して、交通規制該当時間帯に当たる便には、下記の要領で運行される事になった。川31系統・川32系統（川33系統は該当時間帯前に運行が終了となる）は、川崎駅ラゾーナ広場 - 東芝科学館前 - （中略） - 溝の口駅・川崎営業所へ。また、上記便同様のルートを経由する反01系統五反田駅行きは、上記の迂回運行ルートと同様だが、戸手一丁目も含まれ、以降は通常ルートで終点まで運行する。
2018年4月1日、川崎駅西口北のバス停名が、「川崎駅ラゾーナ広場」に改称された。
2022年4月1日のダイヤ改正で、川34系統を廃止。川32系統を新設することになり、川崎駅ラゾーナ広場 - 東芝前 - 小杉駅東口間を主体とした路線に集約される。一方で、川31系統・川33系統も大幅に減便し、夜間の一部を除いて、小杉駅東口経由に変更した上で、高津駅前までに縮小された。これにより、小杉駅以北の輸送は並行する小杉線にほぼ集約された（前述）。
2024年4月1日、東急トランセが東急バスへ吸収合併されたことに伴い東急トランセへの管理委託を終了。

### 向ヶ丘線
- 向01：向ヶ丘遊園駅南口 - 藤子・F・不二雄ミュージアム - 神木本町 - 梶が谷駅
- 向01：梶が谷駅 - 身代り不動尊 - 高津営業所

沿革
- 2005年3月16日：トランセ管理委託路線化
- 2024年4月1日：東急トランセが東急バスへ吸収合併されたことに伴い東急トランセへの管理委託を終了。

かつては川崎市バスと共管だったが、2006年5月に東急バス単独運行になった。
この路線は大型車・中型車の両方が使用されるが、2008年度に中型車が新たに7台導入された時期は、中型車運用が多数を占め、稀に大型車が運用に就いていた。2020年4月ごろからは大型・中型のノンステップバスも充当されるようになり、車種に関係なく充当されることとなる。1時間に3本程度の運行である。

### 久地線
- 向02：向ヶ丘遊園駅南口 - 久地駅前 - 梅林 - 高津営業所 - 二子玉川駅
- 向02：向ヶ丘遊園駅南口 - 久地駅前 - 梅林 - 高津営業所（出入庫路線）
- 向02：高津営業所 - 二子玉川駅（出入庫路線）
- 向02：二子玉川駅 - 新平瀬橋（ガーデンアクアス前）

沿革
- 1979年：渋14の渋谷駅 - 瀬田間を廃止、用賀駅 - 瀬田間を延伸して運行開始。
- 1984年：用賀駅 - 二子玉川間を廃止、二子玉川園駅（現在：二子玉川駅）発着に変更。
- 2007年3月16日：トランセ管理委託路線化。
- 2008年8月1日：新平瀬橋系統を新設。
- 2024年4月1日：東急トランセが東急バスへ吸収合併されたことに伴い東急トランセへの管理委託を終了。

かつては、渋14：向ヶ丘遊園駅 - 二子玉川 - 瀬田 - 渋谷駅（新道経由）の運行だったのが、瀬田 - 渋谷駅を短縮し、瀬田 - 用賀駅（都道427号経由）に変更（渋14→向02）。のちに二子玉川 - 瀬田 - 用賀駅を短縮し二子玉川駅発着に変更。二子玉川駅から乗車しても川崎市内均一運賃（230円）である。
この路線は基本的に大型短尺車・中型車の両方が使用される（稀に大型ノンステップバスが充当することがある）。平日に運行される新平瀬橋系統は新道線の出入庫を兼ねている運用のため、ナローノンステップ車やワンロマ車で運行されることもある。平日は毎時1本あるかないかと本数が極めて少ない。土休日の方が本数が多かったが、2020年4月のダイヤ改正で大幅に減便（90分に1本）され、平日よりも本数が少なくなった。また同時に運行時間帯が大幅に短縮され、全線通しでの運行は日中のみとなっている。年末年始や夏期長期休暇期間中には、平日ダイヤかつ新平瀬橋系統が運休となる臨時ダイヤが組まれる。
早朝の向ヶ丘遊園駅行き始発便1本と、向ヶ丘遊園駅発の最後の2本は高津営業所発着となる。6時台の高津営業所発向ヶ丘遊園駅行きは向ヶ丘線梶が谷駅行き始発に、向ヶ丘遊園駅発の最終便は向ヶ丘線向ヶ丘遊園駅行きの終車から流れる、いわゆる混成ダイヤが組まれている。
高津営業所始発の二子玉川駅行は9時台の1本のみである。

### 宮前線

路線図

- 宮02：宮前区役所前→宮前平駅→馬絹→上野川→野川小学校前→野川台→山下→上野川→馬絹→宮前平駅→宮前区役所前（実質上は、循環路線）
- 宮02：宮前区役所前→宮前平駅→馬絹→上野川→野川小学校前→野川台
- 宮02：宮前区役所前←宮前平駅←馬絹←上野川←山下←野川台

沿革
- 1966年4月1日：田園都市線溝の口～長津田駅間開業に伴い小杉駅 - 中原 - 千年 - 野川 - 馬絹 - 宮前平駅の路線を開設。
- 1978年7月：杉11の系統番号が付与される。
- 1982年7月1日：川崎市高津区から宮前区が分区された事に伴い、杉11系統を廃止・短縮の上開設。
- 時期不明：区間便の宮01系統（宮前平駅 - 上野川 - 野川台）を新設。
- 2005年3月16日：トランセ管理委託路線化
- 2019年10月1日：区間便となる宮01系統が廃止される[8]。
- 2024年4月1日：東急トランセが東急バスへ吸収合併されたことに伴い東急トランセへの管理委託を終了。

宮前区役所アクセスのための路線である。毎時1本程度。平日・土曜日・休日通じて同じダイヤで運行。かつては武蔵小杉駅～宮前平駅間を結ぶ路線であったが宮前区への分区に伴い上記区間へと短縮されている。
川崎市バス城11系統と大部分を並行しているため市バスとの共通定期券取り扱い区間がある（杉11時代は岩川～宮前平駅間で適用）。
前述の城11系統の他、起終点の野川台付近では梶が谷鷺沼線（梶01）・野川久末線（杉09）など、比較的本数の多い複数の路線があり、乗客は少ない。基本的に中型車で運行されるが、ごくまれに大型車で運行される。
野川台始発・終着便は例外だが、片道で循環する区間に含まれる「野川小学校前」以降の停留所では、野川台行がバス停や時刻表では「宮前区役所行」と表記されている。車内アナウンス上も、次の停車の停留所の案内で、野川台が終点とは言われない文面になっている（ただし、液晶画面の案内には「終点」と表示され、野川台行の表示がされている）。そのため実質上は、循環路線として乗車できる運行となっている。
2009年2月、東急バスから神奈川県生活交通確保対策地域協議会に、この路線の退出の意向が示された。その後、沿線の反対により路線存続が決定されたが、2010年5月1日ダイヤ改正により8時台より早い時間帯のバスは運行されなくなり、9時台からの運行となった。

### 宮崎台線

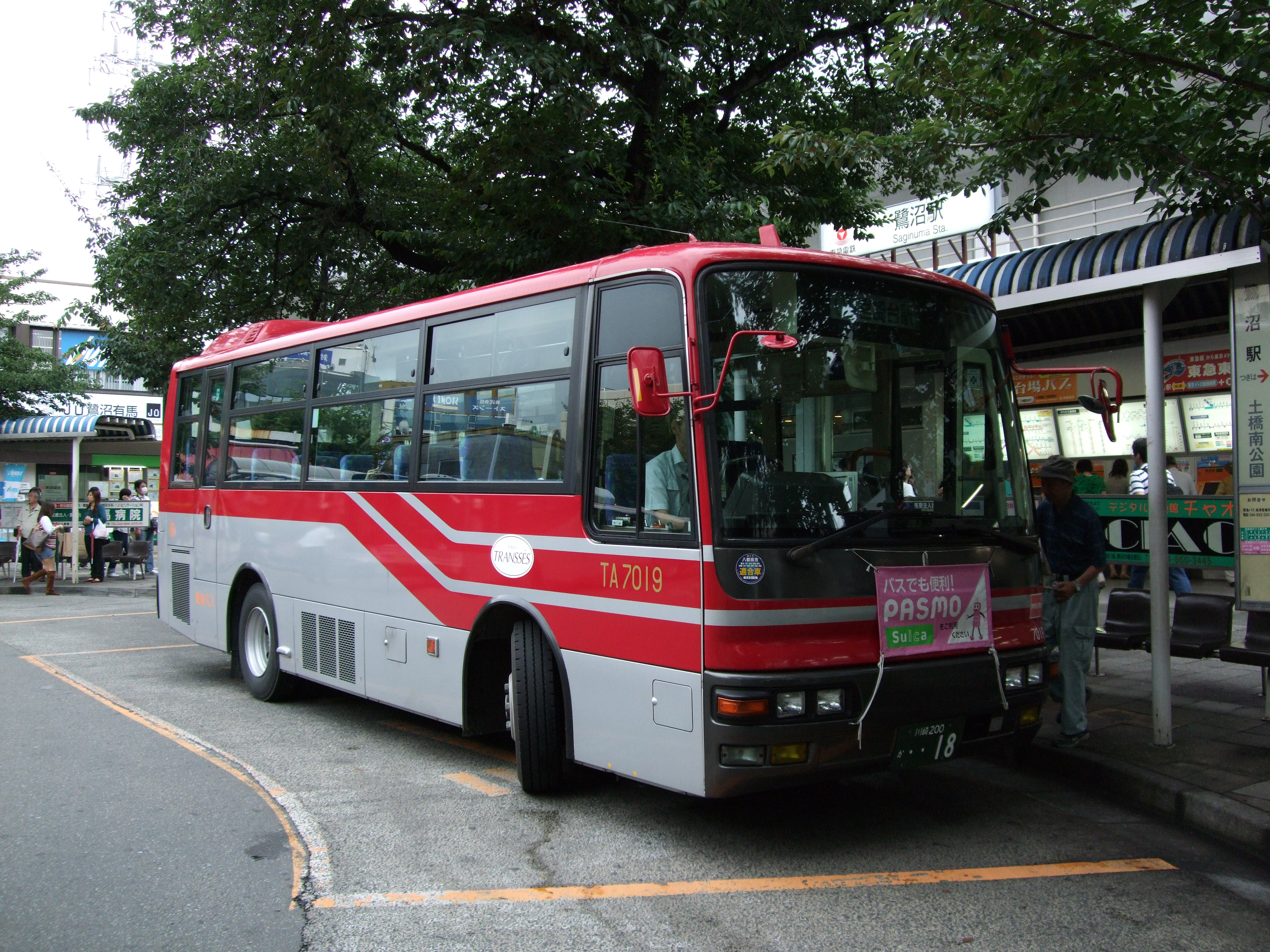
宮崎台線で使用されていたコーチ車
（瀬田営業所へ転属）

- 鷺11：鷺沼駅 - 土橋 - グリーンハイツ中央 - 宮崎桜の丘公園前 - 宮崎台駅（鷺沼駅方向は平日日中の一部のみ）
- 鷺12：鷺沼駅→宮前区役所前→土橋→グリーンハイツ中央→宮崎桜の丘公園前→宮崎台駅（平日日中の一部のみ）
- 鷺11：鷺沼駅→土橋→グリーンハイツ中央（平日夜1便）
- 鷺12：宮崎台駅→宮崎桜の丘公園前→グリーンハイツ東→宮前区役所→鷺沼駅
- 鷺12：宮崎台駅→宮崎桜の丘公園前→グリーンハイツ東(第2)→宮前区役所→鷺沼駅（朝・夜のみ）

中型車のみ充当されている。
沿革
- 1979年9月30日：コーチ鷺沼線として開設。
- 2001年3月1日：一般路線化[9]（ただし、フリー降車区間[10]あり）
- 2005年11月16日：トランセ管理委託路線化
- 2023年7月1日：系統番号と運行経路が再編。
- 2024年4月1日：東急トランセが東急バスへ吸収合併されたことに伴い東急トランセへの管理委託を終了。

2023年7月1日のダイヤ改正で、系統番号と運行経路が再編された。この再編による系統番号変更については、以下の表の通り。
|          | 再編前                      | 再編後                              |
| -------- | --------------------------- | ----------------------------------- |
| 鷺11系統 | 鷺沼駅 - 宮崎台駅           | 宮前区役所/宮前区役所前を経由しない |
| 鷺12系統 | 鷺沼駅 - グリーンハイツ中央 | 宮前区役所/宮前区役所前を経由する   |

| 系統番号                   | 運行経路 |
| -------------------------- | --- |
| 鷺12系統から鷺11系統に変更 | 鷺沼駅→土橋→グリーンハイツ中央 |
| 鷺11系統から鷺12系統に変更 | - 宮崎台駅→宮崎桜の丘公園前→グリーンハイツ東→宮前区役所→鷺沼駅 - 宮崎台駅→宮崎桜の丘公園前→グリーンハイツ東(第2)→宮前区役所→鷺沼駅 |

この再編で、鷺11：宮崎台駅→宮崎桜の丘公園前→グリーンハイツ中央→土橋→鷺沼駅 系統、鷺12：鷺沼駅→宮前区役所前→土橋→グリーンハイツ中央→宮崎桜の丘公園前→宮崎台駅 系統が新設された。
鷺12系統は宮前区役所へのアクセス路線として、宮前区役所(前)バス停を経由する。このうち宮崎台駅方向の便は、宮前区役所の駐車場入口で折返す。また、2度通る土橋バス停のうち、1つ目のバス停は通過する。
旧コーチ路線のため、運行経路が複雑であり、フリー降車区間が存在する。フリー降車区間は以下の通り。なお、グリーンハイツ内のフリー降車区間では、区間内に複数設定された指定箇所での降車となり、道路上のすべての場所で降車できるわけではない。
- 【鷺11：鷺沼駅 - 宮崎台駅 系統、グリーンハイツ東(第2)経由系統を除く鷺12系統】グリーンハイツ東[10]（該当：グリーンハイツ東）
- 【鷺11：鷺沼駅 - 宮崎台駅 系統、鷺12系統】宮崎桜の丘公園（該当：宮崎桜の丘公園前、（宮崎台駅方向のみ）宮崎台小学校正門）
- 【鷺11：鷺沼駅→グリーンハイツ中央 系統】グリーンハイツ中央（該当：グリーンハイツ西→グリーンハイツ中央 区間）

また平日早朝1便のみ、梶01：宮崎小学校→鷺沼駅 系統を運行した後に宮崎台線の運用に就くダイヤがあり、これは宮崎台線鷺沼駅への送り込みとしての側面を兼ねている。

### 虎の門病院線
- 宮06：宮前平駅 - 宮前区役所前 - 宮崎台駅 - 虎の門病院分院

沿革
- 2002年3月16日：開設[11]。
- 2007年3月16日：トランセ管理委託路線化
- 2024年4月1日：東急トランセが東急バスへ吸収合併されたことに伴い東急トランセへの管理委託を終了。

国家公務員共済組合連合会虎の門病院分院への病院輸送に特化した路線で、コミュニティバス的色彩が強い。当初は水色の専用塗装がなされたコーチ型中型車が使用されていた。現在は中型車が使用される。かつては宮崎台駅 - 虎の門病院分院の区間便（崎02）が存在していたが、現在は運行されていない。

### 出入庫系統
- 溝22：高津営業所 - 西高津中学校入口 - 切通し前 - 溝の口 - 溝の口駅（土曜日1往復のみ運行）
- 向01：高津営業所 - 西高津中学校入口 - 切通し前 - 陸橋東口 - 陸橋西口 - 身代り不動尊前 - 笹の原交差点 - 梶ヶ谷二丁目 - 梶が谷駅

溝22系統は元々蟹ヶ谷 - 溝の口駅間の出入庫路線であったが、現在は溝02系統の出入庫として運行されている。向01系統は向ヶ丘遊園駅南口 - 梶が谷駅間の出入庫路線である。いずれも無番系統だったが、本系統に合わせた系統番号が付番されている。高津営業所 - 宮崎台駅、高津営業所 - 宮前平駅間の路線もあったが、2010年5月1日のダイヤ改正で廃止となった。

なお、2022年4月1日改定では、両系統共、高津営業所発が土曜日朝の各1本のみ、溝の口駅・梶が谷駅発が土曜夜の各1本のみ運行である。

## 移管路線

### 新横溝口線
- 直行：溝の口駅 - 新横浜駅（新羽営業所と共管）
  - 2001年12月16日：開設[12][13]。新羽営業所との共管[13]。
  - 2005年9月16日：高津営業所担当便を新羽営業所に移管し、新羽営業所の単独所管となる。

### 梶が谷鷺沼線
- 梶01：梶が谷駅 - 上野川 - 野川台 - 宮崎小学校 - 鷺沼駅
- 梶01：梶が谷駅 - 上野川 - 野川台公園前
- 梶01：寺台→梶が谷駅
- 梶01：野川台公園前→宮崎小学校→鷺沼駅
- 梶01：鷺沼駅 - 宮崎小学校

2009年4月1日、虹が丘営業所へ移管。ただし、宮崎小学校→鷺沼駅（鷺11運行便対応）の区間便に高津営業所の運用が残っている。また、2023年10月1日から2024年3月31日までの深夜バスの試行運行と2024年4月1日以降の平日夜間の梶が谷駅→野川台公園前の区間便が高津営業所担当となっている。

### 野川久末線
- 杉06：小杉駅前 - 中原駅前/中原 - 千年 - 野川 - 久末 - 道中坂下
- 杉06：中原駅前 - 千年 - 野川 - 久末 - 道中坂下
- 杉09：小杉駅前 - 中原駅前/中原 - 千年 - 野川 - 野川台公園前
- 杉09：中原駅前 - 千年 - 野川 - 野川台公園前

2010年5月1日：ダイヤ改正に伴い、東山田営業所へ移管。

### すみれが丘線
- 鷺01：鷺沼駅 - 中有馬 - すみれが丘
  - 1979年12月17日：開設。
  - 1993年11月1日：東山田営業所へ移管。同時にすみれが丘 - 東山田営業所間を延伸。

開設当初は高津営業所の担当だった。
1993年11月に東山田営業所開設に伴い鷺02と共に東山田へ移管となり、同時に東山田営業所まで延伸された。

### 鷺沼線
- 鷺02：鷺沼駅 - 中有馬 - 久末 - 野川 - 千年 - 中原/中原駅前 - 小杉駅前（川崎営業所と共管、川崎市バスと共同運行）
- 鷺02：鷺沼駅 - 中有馬 - 久末 - 野川 - 千年 - 新城駅前（川崎営業所と共管、川崎市バスと共同運行）
- 鷺02：鷺沼駅 - 中有馬 - 久末 - 野川
- 鷺02：鷺沼駅 - 中有馬 - 南野川
  - 1993年11月1日：東山田営業所へ移管。
  - 2008年（平成20年）3月30日：東山田担当便を高津営業所へ移管の上、東急トランセ管理委託とする。約15年ぶりに高津担当による鷺02が復活する。
  - 2010年（平成22年）10月1日：川崎営業所廃止に伴う系統異動により、川崎・高津担当便共に東山田へ移管、東山田単独担当に戻る。トランセ管理委託も解除。

後発の鷺01と同様当初は高津営業所の担当だった。
1993年11月の東山田営業所開設に伴い東山田へ移管。
のちに川崎営業所が一部便を担当を経て2008年3月に東山田担当分が高津に移管、約15年ぶりに高津の担当が復活した。
2010年10月、川崎営業所廃止に伴う路線再編により、全便が東山田営業所に再移管された。

## 廃止路線

### 大塚線
- 溝11：溝の口操車所 - 溝の口駅 - 切通し前 - 身代り不動尊前 - 大塚 - 馬絹 - 宮崎小学校 - 鷺沼駅

- 溝の口操車所 - 溝の口駅 - 片町 - 身代り不動 - 大塚 - 馬絹 - 宮崎小学校 - 鷺沼駅

- 鷺沼駅 - 宮崎小学校 - 馬絹 - 大塚 - 身代り不動尊前 - 切通し前 - 高津営業所

主に中型車が充当されていた。鷺01系統・鷺02系統が高津営業所所管だった時代には、陸橋東口 - 鷺沼駅間を同一経路で回送していた。現在も出庫として、宮崎小学校まで同一経路で回送、その後宮崎小学校から梶01として営業する便が、平日早朝1便のみに残っている。鷺沼駅では、高津営業所行が当時の鷺06系統野川台行と同様の1番乗り場からの利用であった一方、本系統は鷺01系統すみれが丘行の4番乗り場からの乗車となっていた。

### 用賀線
- 渋03：渋谷駅 - 大橋 - 三軒茶屋 - 駒沢 - 桜新町 - 用賀 - 瀬田 - 二子玉川園駅
- 渋04：渋谷駅 - 大橋 - 三軒茶屋 - 駒沢 - 桜新町 - 用賀 - 瀬田 - 二子玉川 - 溝の口駅

1969年（昭和44年）5月の東急玉川線（玉電）廃止と同時に代替系統として設定された。当初は、高津営業所は溝の口駅まで行く渋04系統のみを担当し、旧道経由二子玉川園駅止まりの渋03系統は東京都内の大橋営業所が担当した。
新玉川線の開通に伴い、渋03系統は1977年（昭和52年）4月15日限りでいったん廃止されたが、高津担当の渋04系統は存続された。その後1979年（昭和54年）に二子玉川 - 溝の口間を短縮して渋03系統が復活した。しかし、鉄道と完全に並行する路線を残すのは非効率という電鉄本社の判断により、1982年（昭和57年）6月15日限りで新道線に統合され廃止された。

### 新道線（一部系統の廃止）
- 渋13：渋谷駅 - 大橋 - 三軒茶屋 - 駒沢 - 深沢八丁目 - 瀬田 - 二子玉川園駅 - 砧本村
- 玉06 直行：二子玉川 -（直行）- 砧本村

用賀線と同様に、玉電代替路線として1969年（昭和44年）5月11日付で開設。玉電砧線沿線から渋谷への直通需要を想定していた。
1984年（昭和59年）3月16日付で渋12系統の全便、渋13系統のうち玉06系統の出入庫となる便を除いた大半の便が大橋から高津に移管され、渋13系統は大橋と高津の共管となった。さらに1988年（昭和63年）2月15日限りで目黒営業所の清水線・黒03系統が廃止になったため、玉06系統も大橋と目黒の共管を終了、同時に高津へ移管された。これにより出入庫となる渋13系統も全便高津に移管され、砧線は新道線に編入された。
その後も渋13系統は存続したが、1997年（平成9年）3月16日限りで廃止された。この結果、二子玉川駅を境にして路線名こそ同じながらも渋12系統と玉06系統に完全に分断された。
なお、渋13系統廃止後1年間は利用客への暫定措置として、渋12系統↔︎玉06系統への乗り換え客に対し乗り継ぎ券を発行していた
玉06は直行便のみ令和元年9月30日に廃止。

### 久地線（一部系統の廃止）
- 渋14：渋谷駅 - 大橋 - 三軒茶屋 - 駒沢 - 深沢八丁目 - 瀬田 - 二子玉川園 - 梅林 - 久地駅前 - 向ヶ丘遊園駅
- 渋14：渋谷駅 - 大橋 - 三軒茶屋 - 駒沢 - 深沢八丁目 - 瀬田 - 二子玉川園 - 切通し前 - 津田山駅前 - 向ヶ丘遊園駅
- 向02：用賀駅 - 二子玉川園 - 梅林 - 久地駅前 - 向ヶ丘遊園駅

昭和38年(1963年)11月1日に開通した、渋谷駅(渋谷駅(東横百貨店)前)〜三軒茶屋〜新道(深沢)〜二子玉川〜久地駅前〜向ヶ丘折返所を結ぶ路線が久地線の始まりである。1969年5月11日には旧玉川線代替路線のひとつとなる。終点も向ヶ丘遊園駅に延長。切通し前・津田山駅経由と梅林・久地駅経由の2通りの経由があったが、1979年に瀬田 - 渋谷駅間を短縮の上で用賀駅発着（都道427号経由）に変更、系統番号も向02系統となる。その後、1984年に二子玉川園駅（現在：二子玉川駅）発着に短縮されて現在に至る。

### 子母口線（一部系統の廃止）
- 溝22：溝の口駅→ゼネラル入口→末長→新作→千年→子母口→蟹ヶ谷
- 溝22：溝の口駅←溝の口駅南口←久本←末長←新作←千年←子母口←蟹ヶ谷
- 溝の口駅←ゼネラル入口←末長←新作←千年←子母口←蟹ヶ谷
- 溝の口駅→溝の口駅南口→久本→末長→新作→千年→子母口→蟹ヶ谷
- 新作→末長→久本→溝の口駅南口

### 川崎線（一部系統の廃止）
- 杉05：横須賀線小杉駅 - 小杉御殿町 - 小杉御殿町二丁目 - 市営等々力グランド入口 - 市民ミュージアム（土曜日・休日のみ運行）

JR横須賀線・湘南新宿ライン小杉駅から市民ミュージアムへの便を図り2011年9月1日に新設された系統で、日中時間帯に1時間に1本運転される。東急バスの一般路線としては初の横須賀線小杉駅乗り入れ路線である。この他、等々力緑地内の等々力競技場で行われるサッカーJリーグ・川崎フロンターレのホームゲームや、とどろきアリーナでの川崎市主催の成人式が行われる際には、横須賀線小杉駅から市営等々力グランドまでの臨時の直行便を運行する。この直行便は新羽営業所の車両で運行することがある。臨時の直行便は運行を継続するものの、杉05系統に関しては、2021年8月31日をもって廃止された。
- 川32：川崎駅西口北 - 小向交番前 - 下平間 - 東横線小杉駅 - 小杉折返所
- 川34：川崎駅ラゾーナ広場 - 小向交番前 - 下平間 - 小杉御殿町（小杉駅前行きのみ停車） - 小杉駅前
  - 2010年10月1日：川崎営業所廃止に伴うダイヤ改正で川34を新設。川崎営業所バス停を小杉折返所に改称。
  - 2011年7月1日：小杉折返所廃止に伴い川32は下りの下平間行きを残し廃止。その分を川34にシフトする。
  - 2022年4月1日：ダイヤ改正による(新)川32新設に伴い川34を廃止。

### 宮前線（一部系統の廃止）
- 宮01：宮前平駅 - 上野川 - 野川台

2019年10月1日のダイヤ改正で廃止
- 鷺11：高津営業所 - 身代り不動尊前 - 宮崎団地 - 宮崎台駅
- 宮01：高津営業所 - 身代り不動尊前 - 宮崎団地 - 馬絹 - 宮前平駅

上記の出入庫便も宮前線に含まれていた。2010年5月1日のダイヤ改正で廃止。

### 宮崎台線（一部系統の廃止）
- 崎01：宮崎台駅→日本電気研究所→神木→グリーンハイツ東(第2)→宮前区役所→グリーンハイツ西
- 崎01：グリーンハイツ西→グリーンハイツ中央→宮崎桜の丘公園前→宮崎台駅
- 鷺12：鷺沼駅→宮前区役所前→グリーンハイツ中央
- 鷺12：グリーンハイツ中央→土橋→鷺沼駅

鷺12系統の上記2系統は、2023年7月1日のダイヤ改正で廃止。なお、旧鷺12：鷺沼駅→土橋→グリーンハイツ中央 系統は、現在は鷺11系統として平日夜1便のみ運行されている。また、廃止された鷺12：グリーンハイツ中央→土橋→鷺沼駅 系統は、現鷺11系統（鷺沼駅方向）の区間に含まれる。

### 虎の門病院線（一部系統の廃止）
- 崎02：宮崎台駅 - 虎の門病院分院

### 宮崎線
- 宮崎台駅 - 花園橋 - 東平台 - 馬絹 - 宮前 - 鷺沼駅

1966年（昭和41年）4月1日、田園都市線溝の口～長津田駅間開業により新設された路線。1971年4月1日に廃止された。

### 高速宮前平線・高速二子玉川線
- ミッドナイト・アロー：渋谷駅→切通し前（溝の口駅入口）→身代り不動尊前（梶が谷駅入口）→宮崎農協（宮崎台駅入口）→宮前区役所前→宮前平駅
- 深夜急行：渋谷駅 - 三軒茶屋 - 駒沢 - 二子玉川駅 - 溝の口駅

沿革
- 2012年11月1日：開設

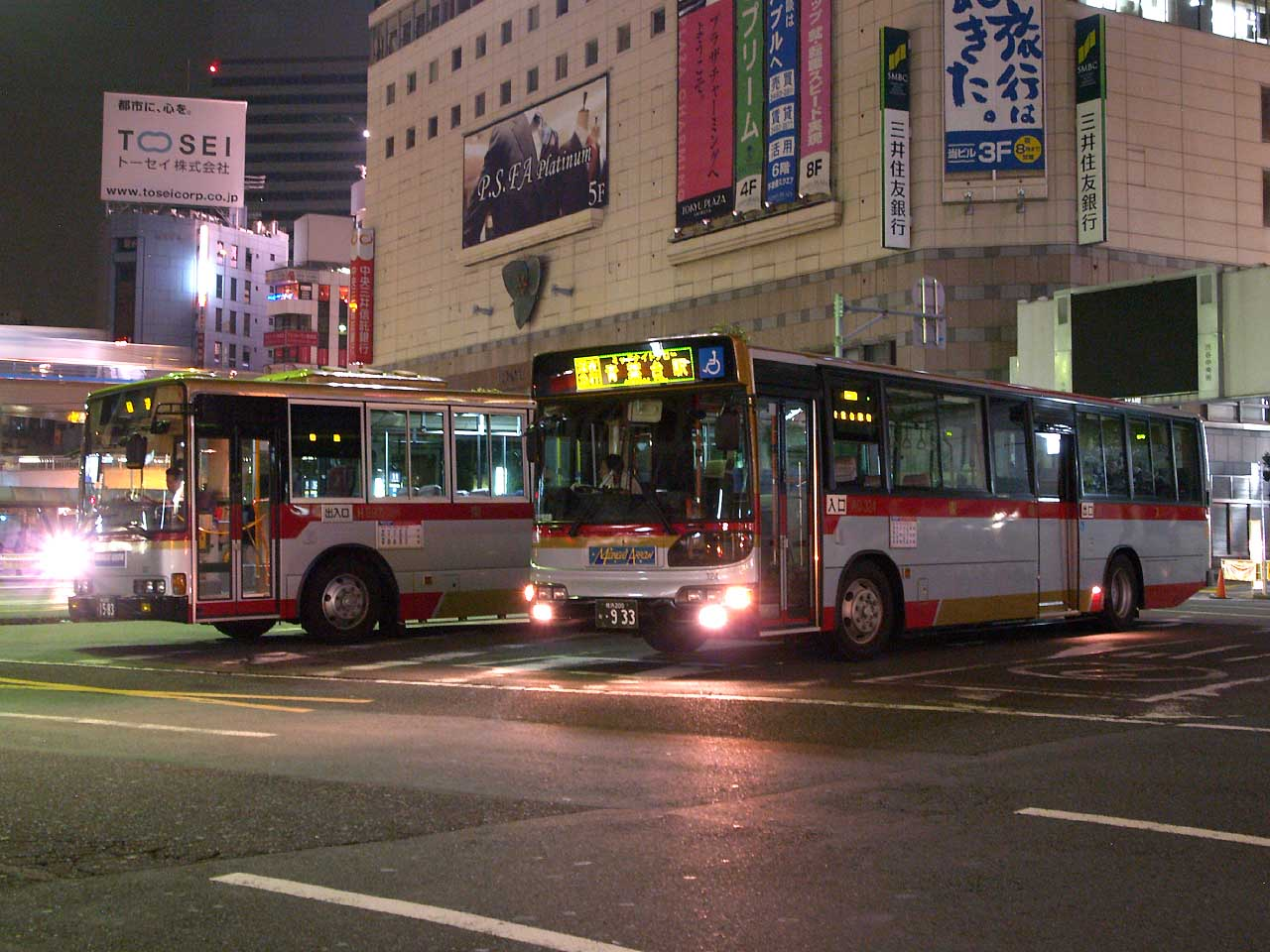
右AO323 左H597

- 2020年3月28日：後述する新型コロナウイルスの感染拡大防止による運休のため、事実上の最終運行日となる[14][14]。
- 2020年3月30日：新型コロナウイルスの感染拡大防止のため運休[14]。
- 2022年7月31日：路線廃止[14]。

東急バスが運行していた深夜急行バスで最も新しい路線。渋谷駅を出ると高速道路は経由せずに国道246号線を道なりに進む（途中で新二子橋を渡る）。満席の場合でも立席での乗車が可能であった。高速二子玉川線と同様、土曜日も祝日や年末年始以外は運行していた。この路線も基本的にワンロマ車を使用していた。
深夜急行は渋12の深夜急行便的存在であった。路線名は「高速二子玉川線」であるが高速道路は経由しない。そのため座席定員制ではなく立席での乗車も認められていた。土曜日も運行。ワンロマ車が使用されたが、臨時増発時や検査時には一般路線車が充当されることもあった。

## 契約輸送
- 溝の口駅 - KSP（かながわサイエンスパーク）（循環、平日始発 - 10:00の便は会員専用）
- 溝の口駅 - 高津駅前 - NECプラットフォームズ（関係者のみ）

これらの契約輸送は2024年3月31日まで東急トランセ直営の路線であった。これらの契約輸送も4月1日以降は東急トランセが東急バスへ吸収合併された事に伴い東急バス直営となっている。

## 車両
日野・三菱ふそう・いすゞ・UDトラックスの全4メーカーを配置。大別すると大型短尺車（ノンステップ・ワンステップ）、ワンロマ車（トランセ管理委託営業所では唯一の配置）、中型車、東急トランセ直属の契約輸送車（KSP専用車）が在籍する。過去には社内で「ナロー車」と呼称される中型長尺車が在籍したが、経年のため全車除籍された。
東京都内の路線と川崎市内の路線で使用される車両が区別されている。かつては都内用に主に低公害車が使用されていたが、川崎市内の路線にも使用されるようになり、都内と川崎市内のどちらの路線にも使用される車両もある。所属車両は全90台。
高津営業所のみに配置される教習専用車として、2007年に導入された教習専用仕様のUD・スペースランナー（TA8730）1台が在籍する。当初は赤帯塗装で導入されたが、2013年の車体補助修繕の際に黄色の塗装に変更されている。

### 路線車
- 大型短尺車
  - 全4メーカーの車両が配置され、日野車はブルーリボンシティとブルーリボンIIワンステップ車、三菱ふそう車はエアロスターワンステップ車・ノンステップ車が所属する。
  - UD・スペースランナーワンステップ車・ノンステップ車（PKG-代）が川崎市内路線向けに投入されたほか、富士重工7Eボディのノンステップ車も弦巻営業所・下馬営業所から、ツーステップ車も池上営業所などから転入したが、経年廃車により富士重工7Eボディの車は全廃となっている。
  - エアロスターツーステップ車も所属していたが、東急トランセ直属になり、KSP専用車として使用されたのち経年廃車された。
  - 過去に在籍したブルーリボンIIとエアロスターワンステップは、梶が谷鷺沼線の移管により虹が丘営業所へ転属した（後に一部車両は虹が丘から当営業所に出戻り転属）。
  - いすゞ車は川崎営業所に廃止時まで在籍していた車両のうち、600番台、800番台、900番台のエルガノンステップ車が転属している（600番台車の一部は2012年に虹が丘営業所へ転出）ほか、2014年にはいすゞ・エルガハイブリッドを導入している。基本的に川崎市内の路線で使用されるものの、ワンステップ車を中心に新道線でも使用される。2016年度に導入された2代目新型エルガのTA1646号車 - TA1648号車は、払い出しナンバーながらも社番と登録番号が偶然一致している。
  - 日野・ブルーリボンIIワンステップ車のうち、TA1136号車は東急バス創立20周年記念として、観光バス現行塗装（マーキュリーカラー）を纏っている。配置当初は川崎線や東芝直行便などで運用されていたが、2022年現在は新道線や子母口線にも姿を見せることがある。

- 中型車
  - 日野・レインボーIIワンステップ車といすゞ・エルガミオが所属している。TA8786号車の1台のみ三菱ふそう・エアロミディ-Sワンステップも在籍する。宮崎台線、向ヶ丘線、久地線での運用が多い。エアロミディワンステップは経年廃車。2011年に小型車の代替としてエルガミオが新製配置された。なお、TA8786号車は2018年にTA841号車の代替でNEC契約輸送専用車に転用された。

#### 過去の車両
- コーチ車
  - すべて三菱ふそう・エアロミディMKツーステップ車で、宮崎台線や虎の門病院線などに運用されていたが、瀬田営業所に転出し配置がなくなった。
- 中型長尺車（ナロー車）
  - 日野・レインボーHRのみ所属した。都内を走る新道線渋12系統と玉06系統、向02系統の新平瀬橋発着便でしか運用されなかった。現在はナロー車の配置は無い。

- 小型車
  - 現在は小型車の配置はない。
  - 下馬営業所から転属した三菱ふそう・エアロミディMJワンステップ車が3台在籍していたが、2011年に経年廃車された。
  - 川崎営業所担当時代にさくらが丘線で使用されていた日野・初代ポンチョ4台（KA-P7 - KA-P10）が、川崎→新羽→高津の順に転属し在籍していた時期がある。初代ポンチョは2008年までに経年廃車されている。

- ワンロマ車（大型長尺車）

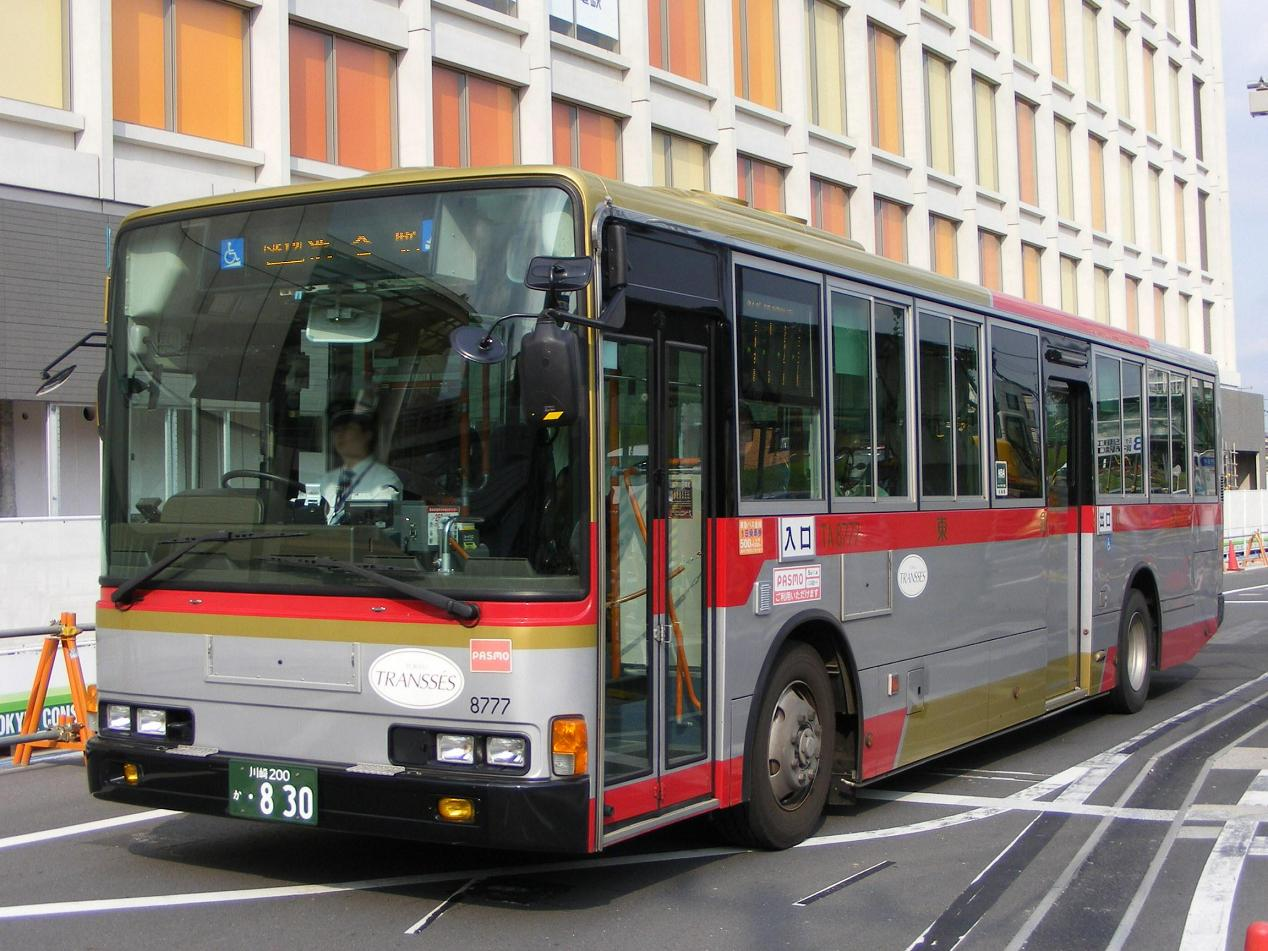
ワンロマ車
新羽営業所へ転属後、虹が丘営業所を経て当営業所に再転属

- - ワンロマ車として、エアロスターワンステップの長尺車が3台在籍していた。当初は新横溝口線を新羽営業所と共管していたために3台が所属していたが、同路線が新羽営業所単独所管になると同時にTA473号車が新羽営業所へ転出した。2007年にTA8777号車が導入され2010年に新羽営業所へ転出したが、2012年に虹が丘営業所を経て当営業所に出戻り転入した。2012年に入り、TA285号車・TA286号車の代替で新型のワンロマ車TA1269号車・TA1270号車の2台が新製配置された。また2012年12月には目黒営業所から日野・ブルーリボンシティ（元々は青葉台営業所に配置されていた車両）が1台転入したが、2013年2月に目黒営業所へ出戻り転出した。TA8777を除き、正面は一般路線車と同様に大型の行先表示器を装備。転出前は新道線(玉12系統)や川崎線(東芝直行)で運用されていた。かつては、渋12系統と向02系統の新平瀬橋発着便、深夜急行線のみで運用されていた。2022年8月までに全車が新羽営業所に転出し、現在は新横溝の口線などで使用されている。

### 特定車
- KSP専用車として、2005年から2008年にかけて6台導入、2012年に大型車の日野・ブルーリボンII（1250）が1台増備された。中型車はすべて日野・レインボーIIワンステップである。
- 中型車6台、大型車2台の計8台あるKSP専用車は東急トランセ直属となっており、赤帯に「東急バス」の文字が入っておらず、「東急トランセ」の文字を入れて区別している。KSP輸送のほか、NECインフロンティア輸送でも使用される。一部の車両は一般路線でも使える仕様だったが、現在ではKSP輸送専属となっている。また車両によっては内装に一般路線車との差異があり、車椅子用のスロープ板が設置されていない車両や、座席がオレンジ色の車両もある。
- 過去にはエアロスターも在籍していたが、廃車に伴い弦巻営業所から転属してきた7E（1800）を経て、日野・ブルーリボンシティ（443）が方向幕をLEDから幕式へ交換した上で使用していた。2017年頃、TA8721号車がトランセに移籍して443は廃車された。
- NECインフロンティア専用車として、2001年に初代セレガ（1736）が中古導入で配置されたが、2011年に経年廃車されている。

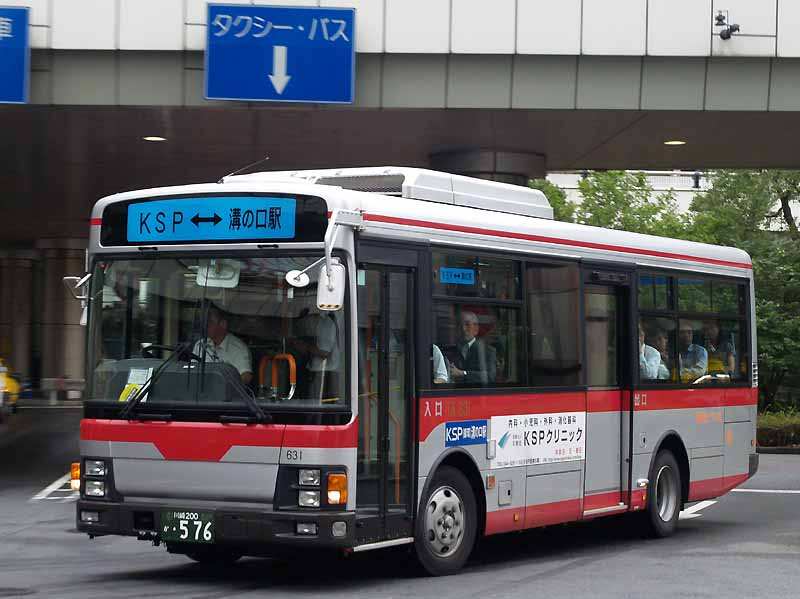
かながわサイエンスパーク契約輸送車 東急トランセ直属車両
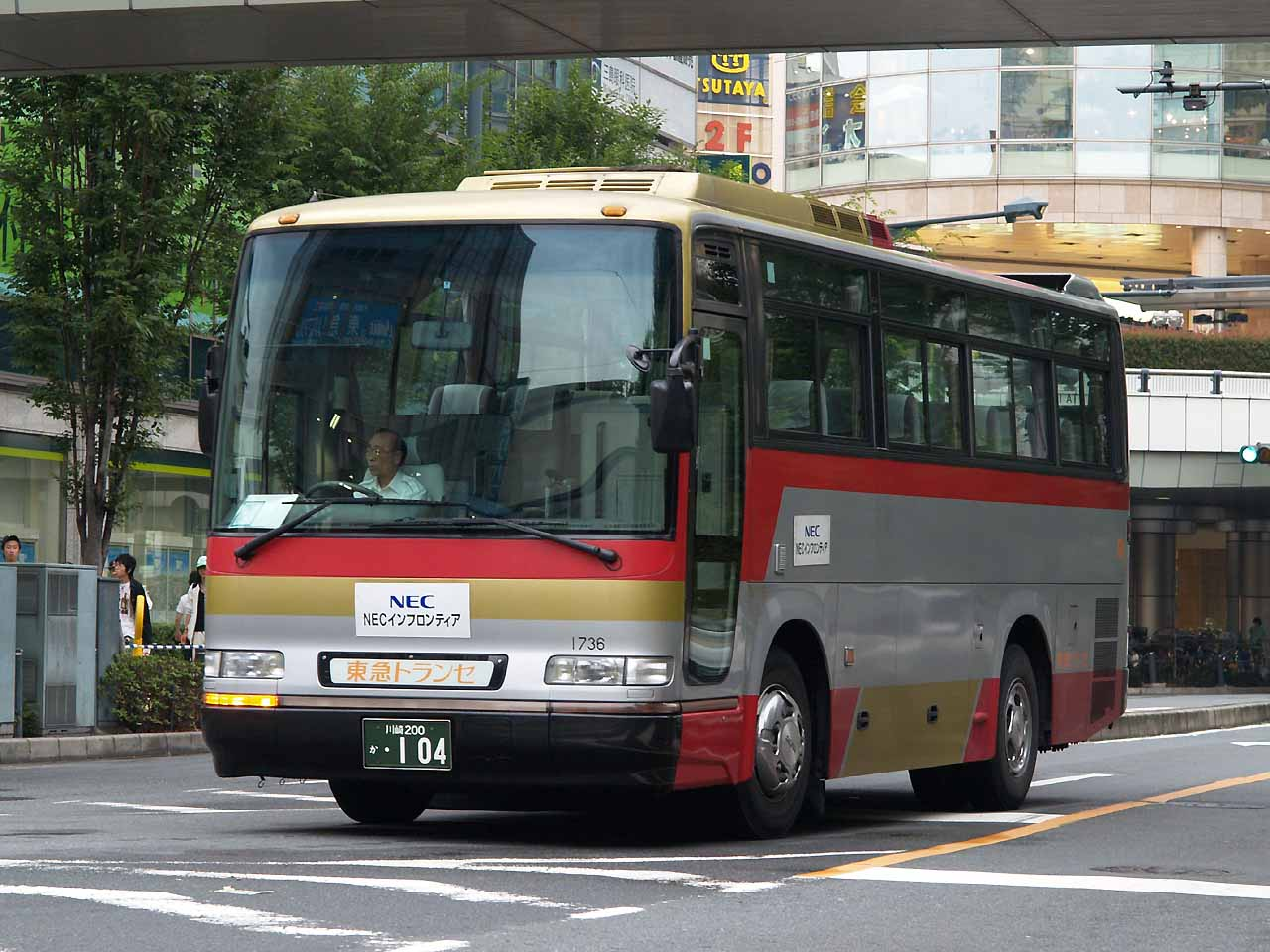
NECプラットフォームズ契約輸送車 東急トランセ直属車両（廃車済）